# Lochstab
Als Lochstab (auch Kultstab) wird ein im Jungpaläolithikum und Mesolithikum verbreiteter Fundgegenstand aus Ren- und Rothirschgeweih oder Elfenbein bezeichnet, der in West-, Mittel- und Osteuropa vorkam. Die Funktion ist umstritten. Die meisten Objekte stammen aus dem Magdalénien Südfrankreichs und werden als „Bâton de commandement“ (Kommandostäbe) bezeichnet.

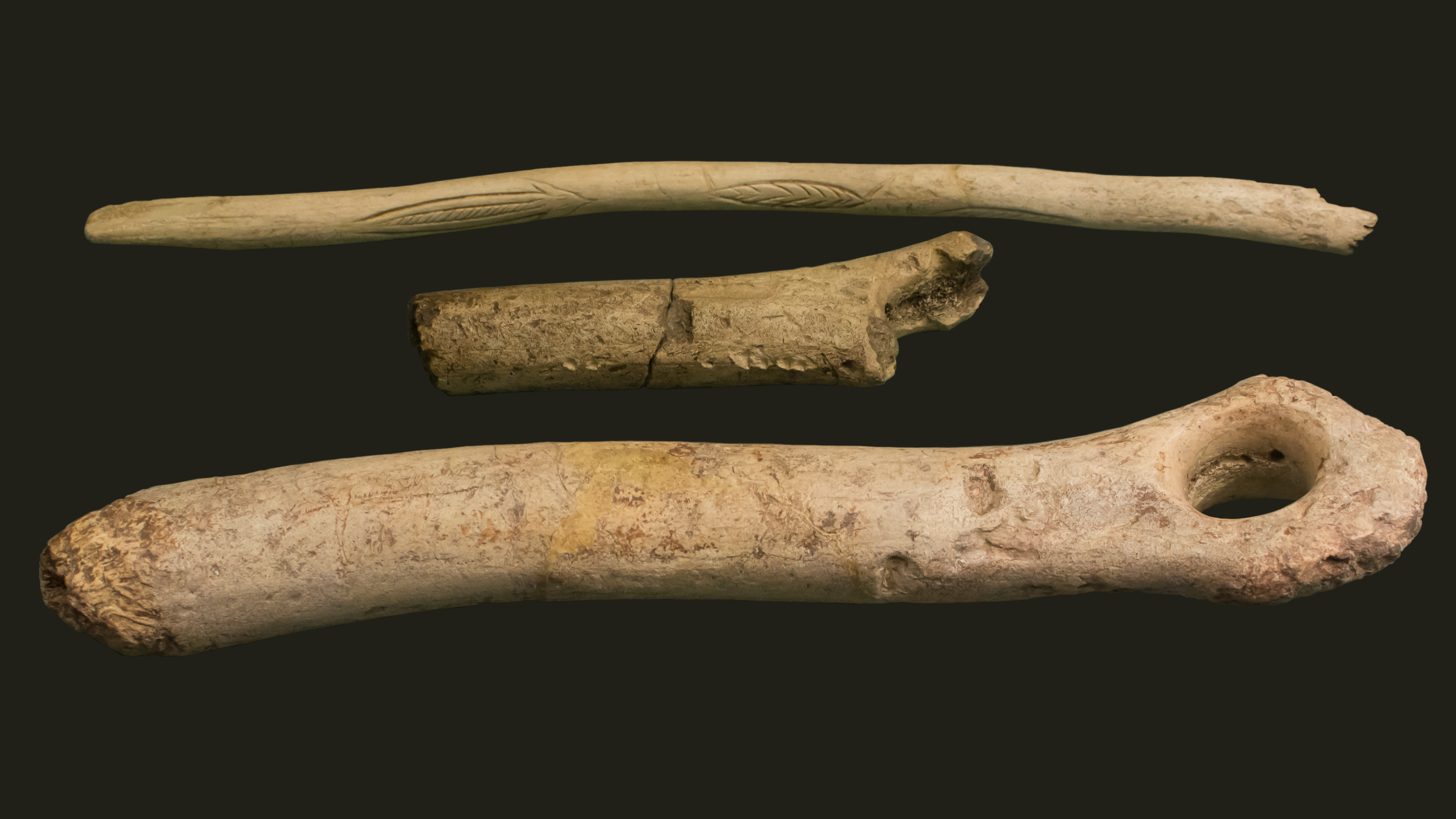
Lochstab aus Rentier-Geweih, aus dem Magdalénien; im Petersfels

## Material, Verarbeitung und Dekor
Lochstäbe bestehen meist aus Abwurfstangen von Ren oder Rothirsch, seltener aus Elfenbein des Wollhaarmammuts. Die Abwurfstangen wurden proximal und distal von der Gabelung zweier Sprossen abgeschnitten und im Bereich der Gabelung durchbohrt. Die Oberfläche ist häufig geglättet und oft geometrisch oder figürlich mit Ritzungen verziert. Durch die zum Teil komplexen bildlichen Darstellungen sind Lochstäbe wichtige Objekte der jungpaläolithischen Kleinkunst. Die Technik der Gravuren ist zur gleichen Zeit auch in Gestalt der Petroglyphen auf Felsen bekannt.

Lochstäbe
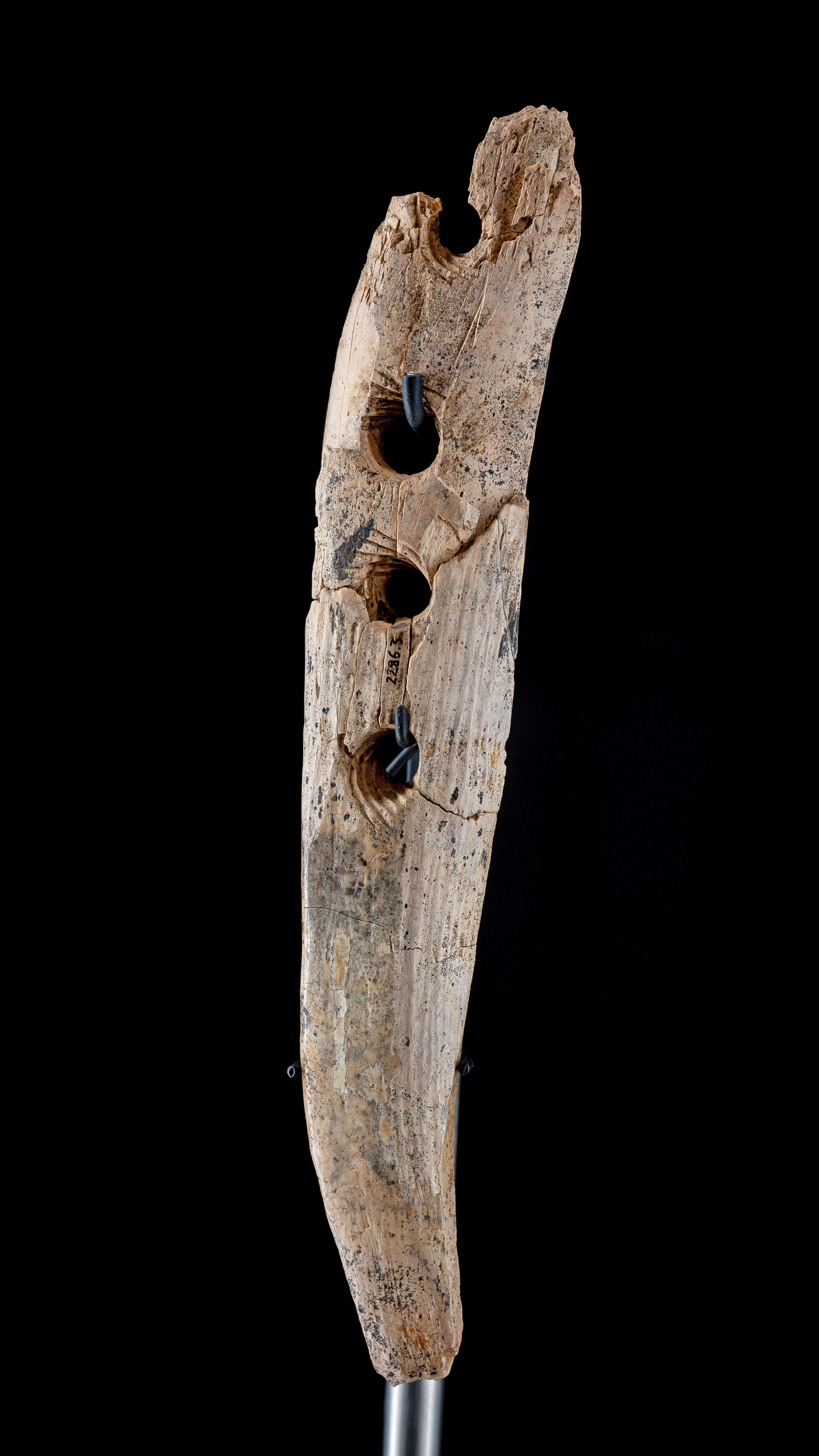
Lochstab aus Mammutelfenbein „zur Seilherstellung“, Fundort: Hohler Fels
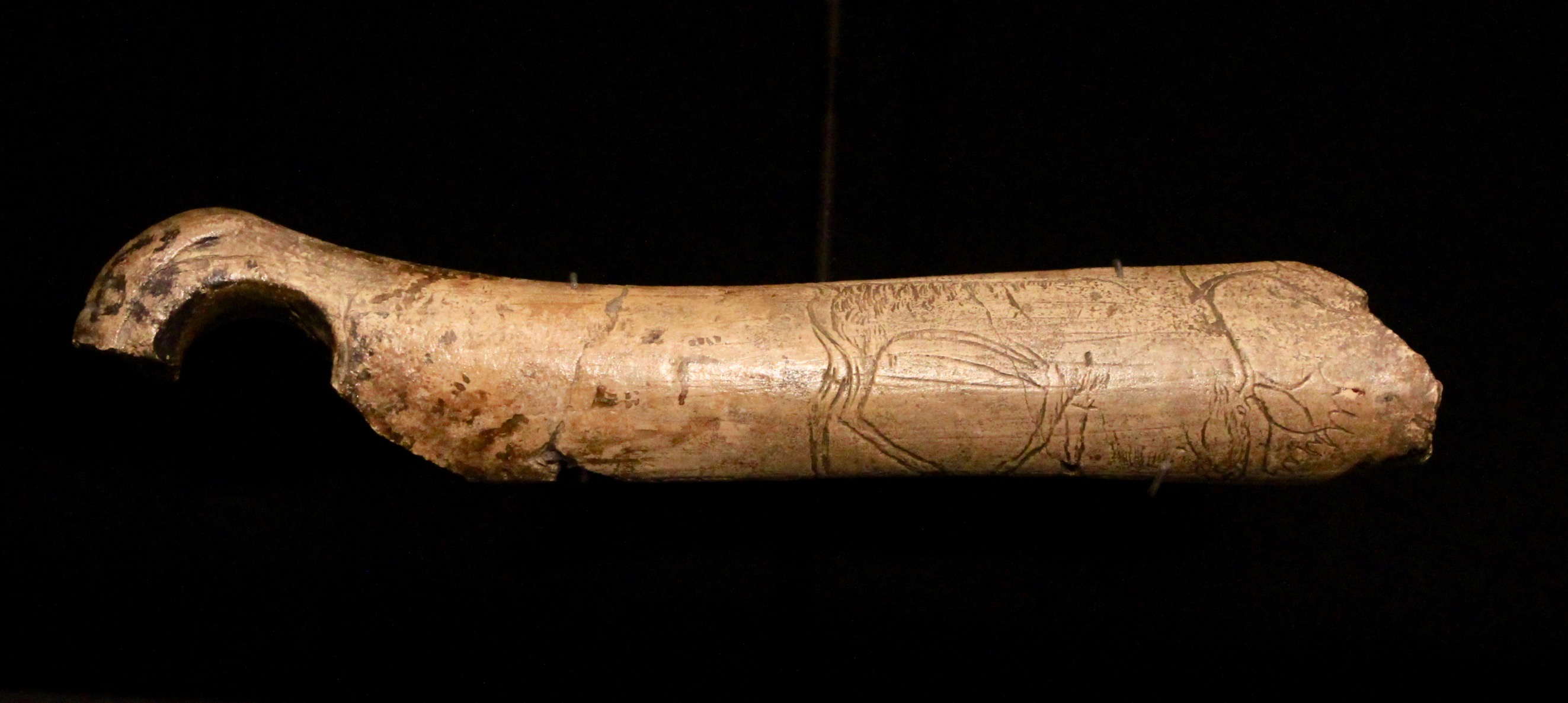
Rengravur vom Kesslerloch, Rosgartenmuseum Konstanz
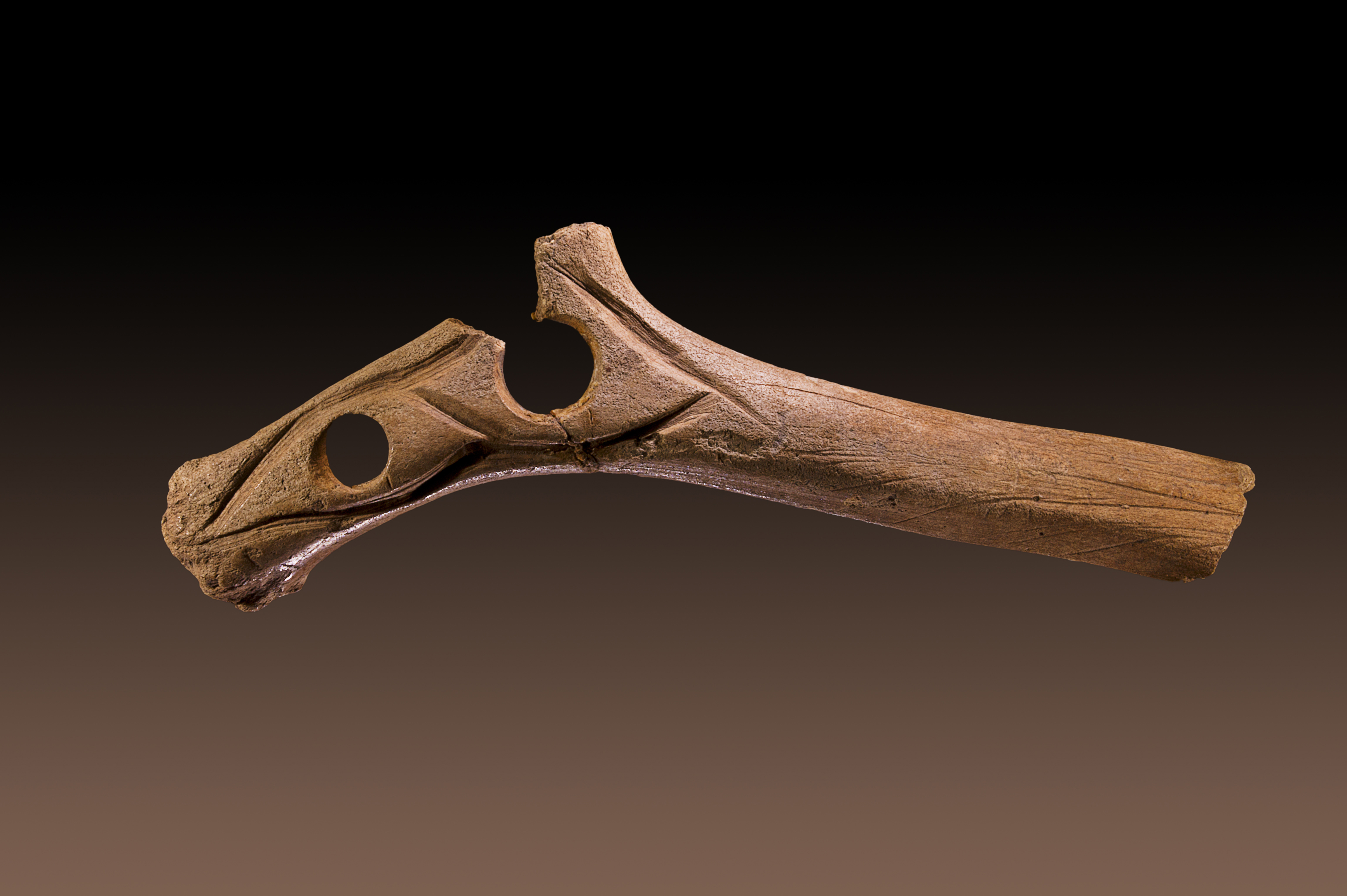
Lochstab von Abri Lartet Museum von Toulouse
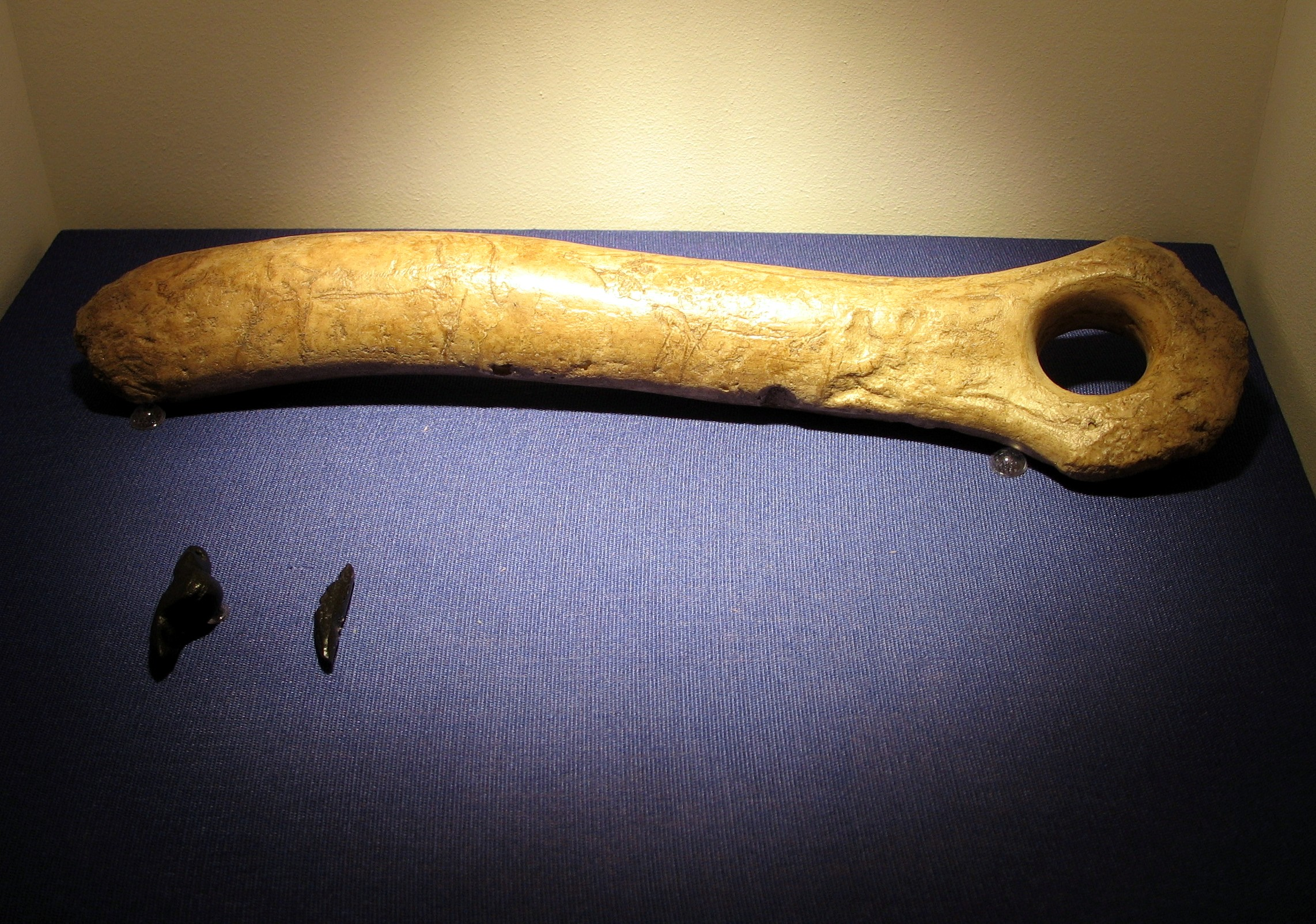
Verzierter Lochstab aus dem Landesmuseum Konstanz
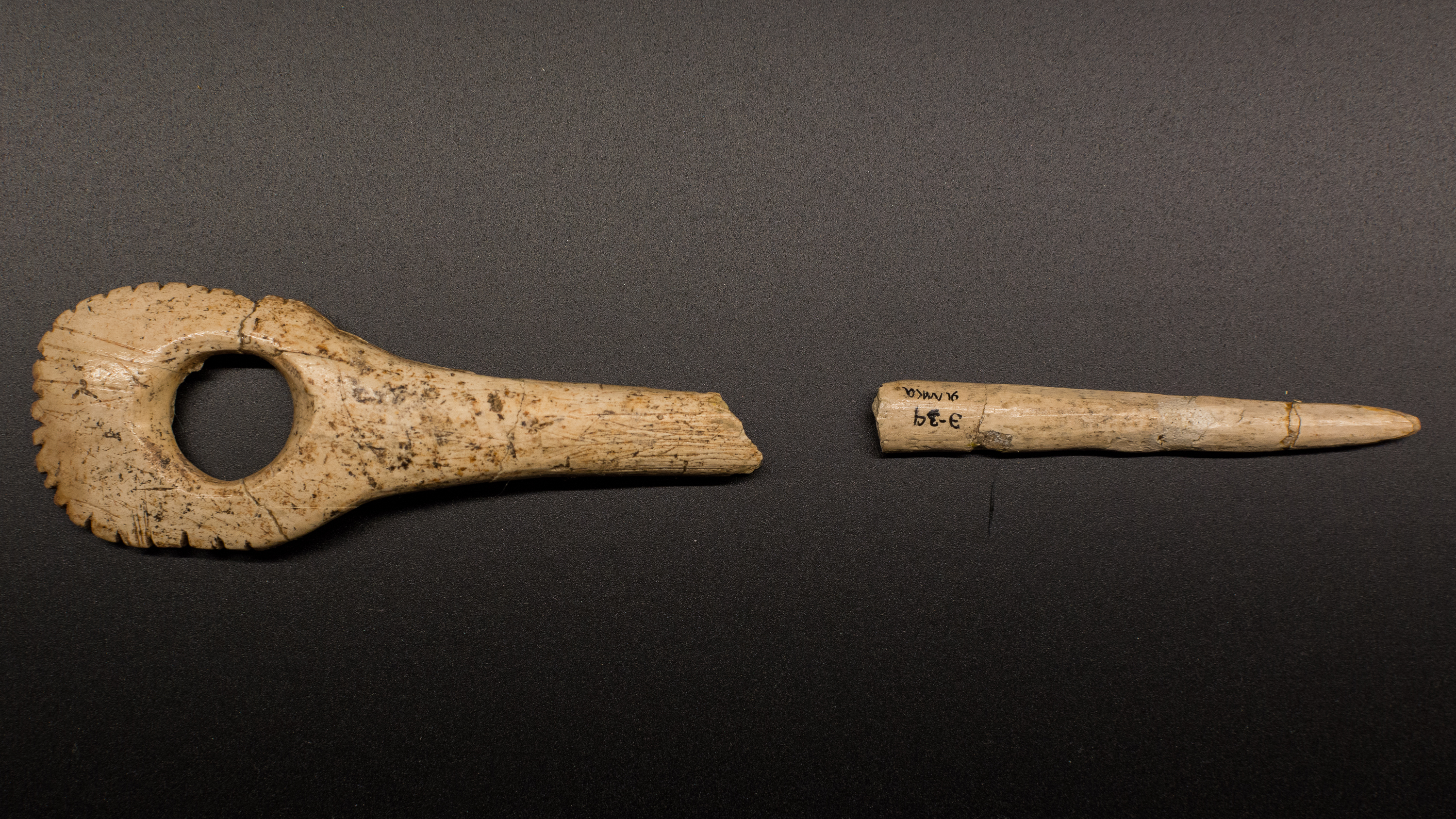
Lochstab aus Mammutelfenbein; Kostenki Russland
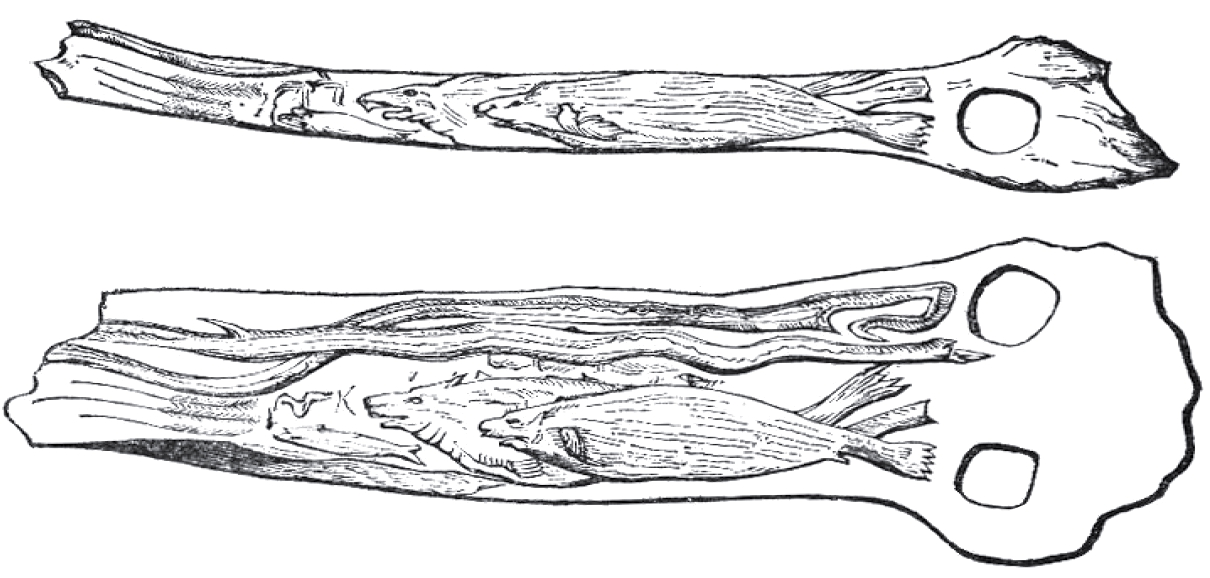
Lochstab der Grotte de Montgaudier

- Im Aurignacien wurden die ersten, meist unverzierten Lochstäbe hergestellt. Zu diesen gehören die Lochstäbe aus Mammut-Elfenbein der Vogelherdhöhle[2] sowie aus dem Geißenklösterle.
- Aus dem Gravettien gibt es unverzierte Lochstäbe, wie zum Beispiel aus der Brillenhöhle und dem Hohlen Fels bei Blaubeuren[3], aber auch mit ersten oberflächigen Ritzverzierungen. Das Dekor besteht aus einfachen geometrischen Mustern wie Linien, Kreuzen oder Zickzackbändern. Erst ab dem „Proto-Magdalénien“ in Südfrankreich gibt es figürliche Motive auf den Lochstäben. Beispiele sind der Lochstab aus Laugerie-Haute mit der Darstellung zweier sich gegenüberstehender Mammuts.[4] und der Lochstab aus der Grotte des Hoteaux mit dem Rentierkopf.
- Im frühen Magdalénien wurden die Lochstäbe meist mit groben Tierköpfen, aber auch mit einfachem linearem Dekor verziert. Daraus entwickelte sich in der Folgezeit eine naturnahe und immer komplexer werdende Verzierungsart. Ein berühmtes Beispiel hierfür ist die Phallusdarstellung auf dem Lochstab aus der Gorge d’Enfer[5] oder das Fragment eines Lochstabes aus der Höhle von Isturitz, das einen Bisonkopf als Flachrelief zeigt. Letzterer kann mit einer Darstellung in der Höhle von Niaux in Verbindung gebracht werden und gehört laut André Leroi-Gourhan zum Kunst-Stil IV.[6]

Pferde, Fische und verschiedene Hakenzeichen sind am häufigsten abgebildet, seltener auch menschliche Figuren. Ein solches Objekt wurde in Saint Marcel (Indre) entdeckt. Es zeigt eine männliche Person, die durch das gebohrte Loch im mittleren Bereich in zwei Hälften geteilt wird.
Neben der Speerschleuder gehört der Lochstab zu den typischen Geräteformen des Magdalénien. Ein Lochstab aus Mammutknochen wurde auch in der Clovis-Station Murray Springs in Arizona gefunden.
Im Mesolithikum gibt es eine Reihe von Lochstäben aus Rothirschgeweih.

## Mögliche Nutzung
Der Verwendungszweck der Lochstäbe ist unklar. Während die ersten Vermutungen einen rein dekorativen Kommandostab favorisierten, geht die neuere Forschung von einem Werkzeug aus. Hier kommt die Funktion als Strecker von Speeren bzw. Pfeilen in Frage, um mittels Hebelwirkung aus gekrümmten Geweihstangen oder Holz über dem Feuer und Wasserdampf gerade Schäfte herzustellen. Möglicherweise wurden Lochstäbe aber auch dazu benutzt, Riemen mit Hilfe von Öl elastischer zu machen. Weitere Theorien betreffen die Nutzung der Lochstäbe als Zeltheringe für frühe Behausungen oder auch als Vorläufer der zweiteiligen Fibel. Ein Fund aus der Höhle Hohler Fels in Baden-Württemberg (siehe Abbildung) wurde als Werkzeug zum Verdrillen von Fasern zu einem Seil interpretiert.
Lochstäbe könnten auch als Nasenbremse gedient haben, um widerspenstige Tiere ruhigzustellen. Dabei verläuft eine Seilschlinge durch die Bohrung um die Oberlippe des Tieres. Beim Anziehen verengt sich die Schlinge und verursacht dem Tier leichte Schmerzen, die eine Ausschüttung von Endorphinen bewirkt. Das Tier wird ruhig und das Schmerzempfinden ist herabgesetzt. Für diese Deutung spricht einiges: Größe und Form der paläolithischen Lochstäbe entsprechen den modernen. Es finden sich auch ausgebrochene Lochkanäle an den Stellen, an denen diese bei entsprechender Nutzung zu erwarten wären. Besonders viele Pferde- und Rentierzeichnungen finden sich auf den Funden, meist nur der Kopf der Tiere. Einige dieser Darstellungen zeigen dabei Ornamente am Maul, die durchaus als Maulknebel gedeutet werden können. Vermutlich wurden im Magdalénien Hanf-, Bast-, Tiersehnen-,  Leder- oder Fellriemen als Schlaufen benutzt. Sollte diese Deutung zutreffen, wäre der Lochstab der erste Beweis einer Tierhaltung, die bei Jäger und Sammlern allerdings unbelegt ist.
In der Forschung wird der Lochstab unter anderem auch als eine Form der Speerschleuder gedeutet. Dies würde bedeuten, dass bereits im Aurignacien erste Speerschleudern in Gebrauch waren. Auch das Volk der Inuit benutzt durchlochte Geräte, um die Wurfdistanz zu verlängern, doch scheinen die prähistorischen Lochstäbe nach Experimenten aufgrund ihres Materials und ihrer Form besser für die Jagd geeignet gewesen zu sein.
Einige Archäologen halten diese Gegenstände für Sexspielzeuge. Der britische Archäologe Timothy Taylor meinte dazu: „Wenn man sich die Größe, die Form und – in einigen Fällen – die explizite Symbolik der eiszeitlichen Schlagstöcke ansieht, scheint es unaufrichtig, die offensichtlichste und direkteste Interpretation zu vermeiden.“

## Belege
1. ↑  G. Bosinski u. D. Evers: Jagd im Eiszeitalter. Schr. Jagd- u. Naturkdemus. Burg Brüggen 2, Köln 1979
2. ↑  Riek 1934, S. Tafel XXXI
3. ↑  Conard 2009, S. 121
4. ↑  Hahn 1991, S. 295
5. ↑  Conard 2009, S. 297
6. ↑  Leroi-Gourhan 1971, S. 74
7. ↑  Leroi-Gourhan 1971, S. 71
8. ↑  Leroi-Gourhan 1971, S. 449
9. ↑  Bernhard Gramsch: Zwei neue mesolithische Hirschgeweih-Lochstäbe mit Verzierungen aus dem Bezirk Potsdam. Veröff. Mus. Ur- u. Frühgesch. Potsdam 12, 1979, S. 39–50
10. ↑  Hugo Obermaier: Kommandostäbe. In: Max Ebert (Hrsg.) Reallexikon der Vorgeschichte, Bd. 7, Berlin 1926, S. 15–16.
11. ↑  Riek 1934, S. 66.
12. ↑  Hahn 1991, S. 294.
13. ↑  Eppel 1958, 220.
14. ↑  Nicholas J. Conard und Veerle Rots: Rope making in the Aurignacian of Central Europe more than 35,000 years ago. In: Science Advances. Band 10, Nr. 5, 2024, doi:10.1126/sciadv.adh5217.
 Archäologie: Was stellten Steinzeitmenschen mit diesem Werkzeug an? Auf: sueddeutsche.de vom 2. Februar 2024.
15. ↑  Eppel 1958, 221–223
16. ↑  Nasenbremse, tierarzt-stehle.de
17. ↑  Underwood 1965, S. 140.
18. ↑  T. Taylor: The Prehistory of Sex. New York Bantam 1996. S. 128.